# Vano de 5
El vano de 5 és una estructura composta de 3 pilars: un pilar de 5 que queda flanquejat a banda i banda per sengles pilars de 4, donant una forma triangular a l'estructura global. Cada pilar es basteix de forma independent però de forma sincronitzada perquè les 3 aletes del castell es realitzin alhora.
És un castell que es veu habitualment en actuacions de colles que fan castells de 7, 8 o 9 pisos, normalment es basteix a la ronda de pilars de l'actuació com a pilar de comiat.